# ابن زقاعة
ابن زقاعة، ويقال ابن سقاعة وهو برهان الدين أبو إسحاق إبراهيم بن محمد بن بهادر بن أحمد الغزي القرشي النوفلي (ولد في 729 هـ وتوفي في القاهرة في 18 ذي الحجة 816 هـ الموافق 1323 م - 1414 م) من أهل غزة، كان شاعرا وعالما مختصا بالأعشاب والرياضة والتصوف، كما ونظر في النجوم وعلم الحرف.
كان له حظ وافر عند ملوك مصر من المماليك، فقد يجلسونه فوق قضاة القضاة، وقد بدأ حياته خياطا، وكان متصوفا وشيخا على الطريقة القادرية.
مات سنة 816 هـ ودفن بمصر خارج باب النصر بمقبرة الصوفية.

## أعماله
له ديوان مطبوع، فيه كثير من المدائح النبوية والقصائد الصوفية، ومما نظم قصيدة تائية في (صفة الأرض وما احتوت عليه) 7770 بيتا، وألف رسائل، منها:
- دوحة الورد في معرفة النرد
- تعريب التعجيم في حرف الجيم
- لوامع الأنوار في سيرة الأبرار
- كتاب الوجود في السر الموجود،[7] وهو متوفر بخطه في معهد المخطوطات، وهو منظومات له في الفلك والجبال والأنهار.[2]